# Chiesa di San Bernardo (Santo Stefano d'Aveto)
La chiesa di San Bernardo di Mentone è un luogo di culto cattolico situato nella frazione di Ascona nel comune di Santo Stefano d'Aveto, nella città metropolitana di Genova. La chiesa è sede della parrocchia omonima del vicariato di Bobbio, Alta Val Trebbia, Aveto e Oltre Penice della diocesi di Piacenza-Bobbio.

## Storia e descrizione

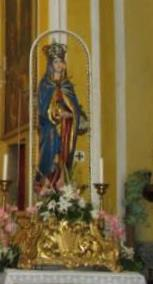
La statua della Madonna Addolorata

La chiesa di Ascona fu edificata tra il 1827 e il 1837 per volere del locale parroco don Giuseppe Marrè ed è l'unico edificio a pianta a croce greca esistente nel territorio della val d'Aveto. In considerazione del gran numero di pellegrini e fedeli che accorrevano (e accorrono tutt'oggi), specialmente in occasione delle festività patronali, prima della seconda guerra mondiale che interruppe tutto, doveva essere eletta a santuario. Si narrano storie di miracolose guarigioni che si attuarono ai piedi della statua della Madonna Addolorata.
La sua dedicazione si ha nel XIX secolo.
Ancora oggi, il 29 agosto, anniversario dell'apparizione di Maria sul monte Figogna, gli abitanti di Ascona si recano alla cappelletta per pregare e rendere grazie a colei che per molti secoli è stata guida ai fedeli che si recavano alla messa.